# Vụ hỏa hoạn trại tị nạn Rohingya

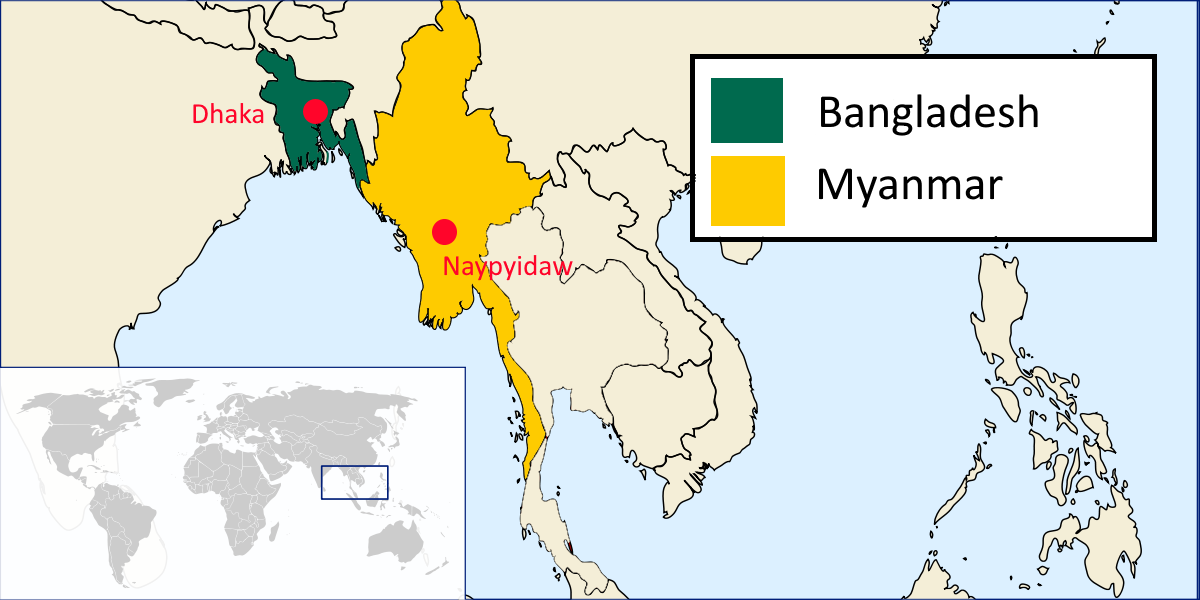
Vị trí của Bangladesh và Myanmar. Chấm đỏ biểu thị thủ đô của mỗi quốc gia.

Hỏa hoạn trại tị nạn Rohingya đề cập đến một vụ cháy bùng phát chiều ngày 22 tháng 3 năm 2021 tại trại tị nạn Balukhali ở Cox's Bazar, Bangladesh. Ngọn lửa đã thiêu rụi một phần lớn khu trại, khiến hơn một chục người thiệt mạng trong khi gần một nghìn người bị thương hoặc mất tích. Nguyên nhân được cho là do bình gas dùng để nấu ăn phát nổ. Chính quyền đã điều động 100 lính cứu hỏa đến hiện trường, ngọn lửa đã được kiểm soát sau 12 giờ.
Vụ hoả hoạn làm cho khoảng 50.000 người tị nạn Rohingya – những người "bị quân đội Myanmar thanh lọc sắc tộc" – mất nhà cửa, đồng thời thiêu rụi cả trường học và trung tâm cất giữ thực phẩm. Ngày hôm sau, một số nhóm cứu trợ tham gia vào nỗ lực cứu hộ, cam kết cung cấp thực phẩm, tiền mặt và thiết cho người gặp nạn. Một số nhà quan sát cho rằng hàng rào thép gai dựng xung quanh trại đã cản trở công tác cứu hộ, khiến nhiều người bị mắt kẹt, thậm chí thiệt mạng.

## Bối cảnh

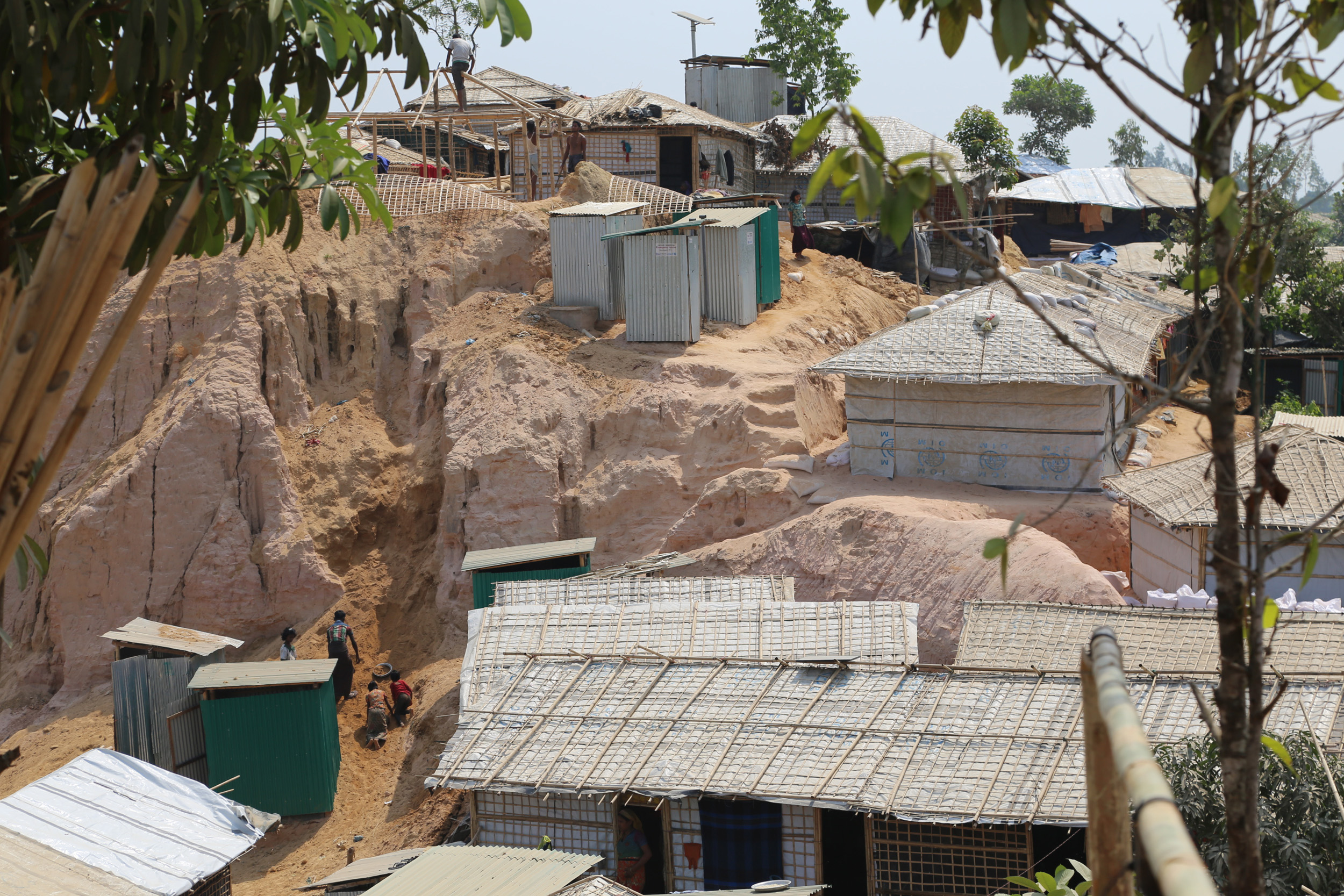
Những căn nhà tạm bợ ở trại tị nạn Balukhali năm 2018.

Năm 2017, cuộc diệt chủng khiến phần lớn người Rohingya buộc phải tản cư và trở thành người tị nạn. Đỉnh điểm của cuộc khủng hoảng năm 2017, hơn một triệu người Rohingya đã trốn chạy sang các nước khác. Đích đến của họ là Bangladesh, Ấn Độ, Thái Lan, Malaysia và các quốc gia khác ở Nam và Đông Nam Á. Theo Liên hợp quốc, tính đến tháng 7 năm 2019, hơn 742.000 người Rohingya di cư hoặc bị trục xuất khỏi bang Rakhine (Myanmar) đã tìm đến Bangladesh.
Trại tị nạn Balukhali được cho là một phần của trại tị nạn lớn nhất thế giới, và là nơi giam giữ khoảng một phần mười trong tổng số một triệu người tị nạn Rohingya ở Bangladesh. Đại diện khu vực của Cao ủy Liên Hợp Quốc về người tị nạn cho biết phụ nữ và trẻ em chiếm phần lớn nhân khẩu trại tị nạn. Nơi đây cũng từng xảy ra một vụ cháy lớn trước đó vào năm 2017, do nổ bình gas. Các đám cháy nhỏ hơn đã bùng phát trong hai ngày trước đó, thiêu rụi một số túp lều, trong khi tháng 1 năm 2021, một đám cháy khác đã phá hủy 4 trường học.
Chính phủ Bangladesh đã chuyển người tị nạn đến đảo Bhasan Char ở vịnh Bengal. Tuy nhiên, chính sách này bị lên án rộng rãi vì hòn đảo có thể dễ dàng bị bão nhiệt đới nhấn chìm.

## Hỏa hoạn
Chiều tà ngày 22 tháng 3 năm 2021, ngọn lửa bùng phát ở trại Balukhali, phía tây nam Cox's Bazar. Những cư dân sống ở đây cho biết ngọn lửa khởi phát ở phía nam và lan nhanh sang bốn dãy nhà, trong khi mọi người cố gắng chạy trốn trong nỗi lo sợ.
Chương trình Lương thực Thế giới cho biết một số kho phân phối thực phẩm của tổ chức, cũng như phòng khám, nhà thờ Hồi giáo, trung tâm cộng đồng và không gian an toàn cho phụ nữ do Ủy ban Cứu hộ Quốc tế (IRC) điều hành bị thiêu rụi. Lãnh đạo phái đoàn Phong trào Chữ thập đỏ và Trăng lưỡi liềm đỏ quốc tế tại Bangladesh cho biết hơn 17.000 túp lều bị ngọn lửa tàn phá, trong khi con số này theo Reuters là khoảng 40.000. Hầu hết những căn nhà được xây dựng tạm bợ bằng tre và bạt. Ngoài ra, hỏa hoạn cũng khiến chính quyền phải sơ tán "hàng vạn người".
Người dân địa phương cho biết ngọn lửa vẫn bùng phát sau 8 giờ, và tiếp tục "cho đến tận đêm", tạp chí Time đưa tin. NPR dẫn lời một người tị nạn Rohingya: "Tất cả đã biến mất. Hàng ngàn người không có nhà ở"; ngược lại, Dịch vụ Cứu trợ Công giáo cho rằng: "Rất may vụ hỏa hoạn xảy ra vào chiều muộn chứ không phải nửa đêm. Mọi người di chuyển xung quanh còn trẻ em thì ở ngoài chơi, vì vậy họ có thể nhanh chóng sơ tán". Tờ Times of India cho biết "ít nhất 4 đội lính cứu hỏa đang vật lộn để khống chế ngọn lửa". Các video được đăng tải lên mạng xã hội cho thấy khói đen dày đặc bao trùm khu trại.

## Phản ứng
Chương trình Lương thực Thế giới (WFP) tin rằng số người bị ảnh hưởng của vụ hỏa hoạn là 87.500, trong khi Phong trào Chữ thập đỏ và Trăng lưỡi liềm đỏ quốc tế đưa ra con số là 123.000. Cơ quan cứu trợ cho biết tình hình sẽ vẫn còn nguy kịch do mùa bão sắp đến.